# Cerqueira César (quartier de São Paulo)
 (juin 2024).
La mise en forme du texte ne suit pas les recommandations de Wikipédia : il faut le « wikifier ».
Les points d'amélioration suivants sont les cas les plus fréquents. Le détail des points à revoir est peut-être précisé sur la page de discussion.
- Les titres sont pré-formatés par le logiciel. Ils ne sont ni en capitales, ni en gras.
- Le texte ne doit pas être écrit en capitales (les noms de famille non plus), ni en gras, ni en italique, ni en « petit »…
- Le gras n'est utilisé que pour surligner le titre de l'article dans l'introduction, une seule fois.
- L'italique est rarement utilisé : mots en langue étrangère, titres d'œuvres, noms de bateaux, etc.
- Les citations ne sont pas en italique mais en corps de texte normal. Elles sont entourées par des guillemets français : « et ».
- Les listes à puces sont à éviter, des paragraphes rédigés étant largement préférés. Les tableaux sont à réserver à la présentation de données structurées (résultats, etc.).
- Les appels de note de bas de page (petits chiffres en exposant, introduits par l'outil «  Source ») sont à placer entre la fin de phrase et le point final[comme ça].
- Les liens internes (vers d'autres articles de Wikipédia) sont à choisir avec parcimonie. Créez des liens vers des articles approfondissant le sujet. Les termes génériques sans rapport avec le sujet sont à éviter, ainsi que les répétitions de liens vers un même terme.
- Les liens externes sont à placer uniquement dans une section « Liens externes », à la fin de l'article. Ces liens sont à choisir avec parcimonie suivant les règles définies. Si un lien sert de source à l'article, son insertion dans le texte est à faire par les notes de bas de page.
- La présentation des références doit suivre les conventions bibliographiques. Il est recommandé d'utiliser les modèles {{Ouvrage}}, {{Chapitre}}, {{Article}}, {{Lien web}} et/ou {{Bibliographie}}. Le mode d'édition visuel peut mettre en forme automatiquement les références.
- Insérer une infobox (cadre d'informations à droite) n'est pas obligatoire pour parachever la mise en page.

Pour une aide détaillée, merci de consulter Aide:Wikification.
Si vous pensez que ces points ont été résolus, vous pouvez retirer ce bandeau et améliorer la mise en forme d'un autre article.
Pour les articles homonymes, voir Cerqueira César.
Modèle:COORD
Cerqueira César est un quartier huppé de la municipalité de São Paulo, capitale de l'État de São Paulo. Elle est limitée au nord-ouest par l'avenue Rebouças et la rua da Consolação ; au nord-est par la rua Caio Prado, rua Frei Caneca, rua Dr. Penaforte Mendes et rua Herculano de Freitas ; au sud-est par la rua Plínio Figueiredo, avenue Nove de Julho et alameda Casa Branca ; et au sud-ouest par la rua Estados Unidos.
Sa zone située au sud de l'avenue Paulista est souvent classée comme faisant partie de la région des Jardins. La région située au nord de la même avenue s'appelle Baixo Augusta. Il est situé dans l'une des régions les plus élevées de la ville, appelée Espigão da Paulista.
Il est limité aux quartiers : Higienópolis, Jardim Paulista, Vila Buarque, República, Jardim América, Bela Vista et Pacaembu.

## Histoire
Le quartier a émergé avec le nom de Villa América en 1890, à partir de la subdivision de propriétés rurales, telles que : la chácara Água Branca, la chácara dos Pinheiros et le sítio Rio Verde. Tous appartenaient au Dr. José Oswald Andrade, père de l'écrivain de São Paulo Oswald de Andrade.
Horácio Belfort Sabino possédait également un vaste terrain dans les extensions de l'actuel quartier de Cerqueira César. Il était marié à América Milliet - fille d'Afonso Augusto Milliet - c'est pourquoi le nom du quartier voisin est Jardim América. Il fait construire, en 1902, sa résidence conçue par l'architecte Victor Dubugras, à l'emplacement actuel du Conjunto Nacional. Par coïncidence, son petit-fils et arrière-petit-fils de Cesário Cecílio de Assis Coimbra (colonel de la Garde nationale et l'un des principaux fondateurs de la ville minière de Muzambinho), Horácio Sabino Coimbra - descendant, par son père Cesário de Lacerda Coimbra, du baron d'Arary et du baron d'Araras - s'est marié dans la famille Cerqueira César, avec Maria Yolanda Cerqueira César.

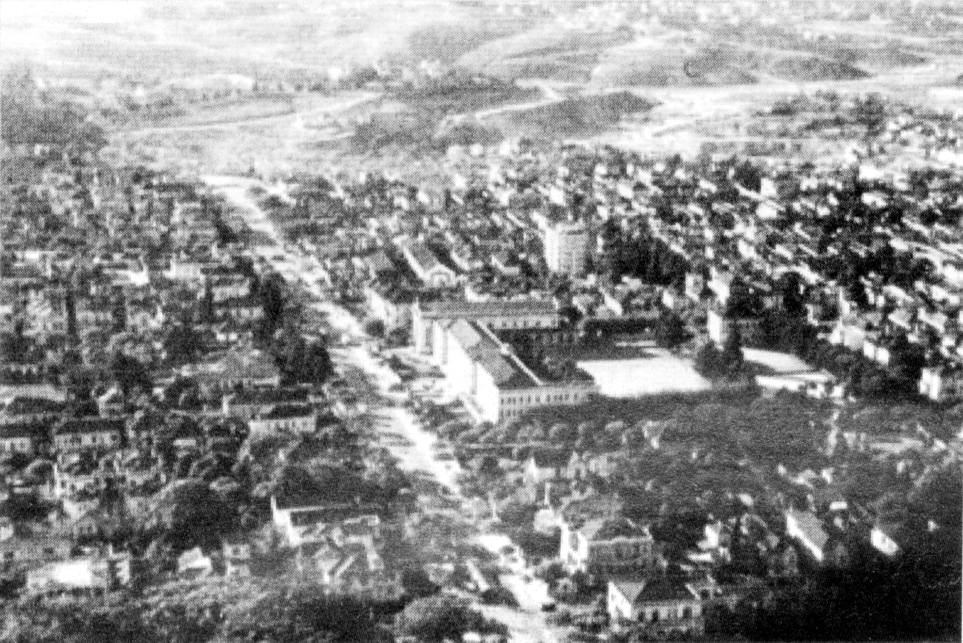
Vue du quartier en 1936, en arrière-plan, les futurs quartiers des Perdizes et de Pacaembu.

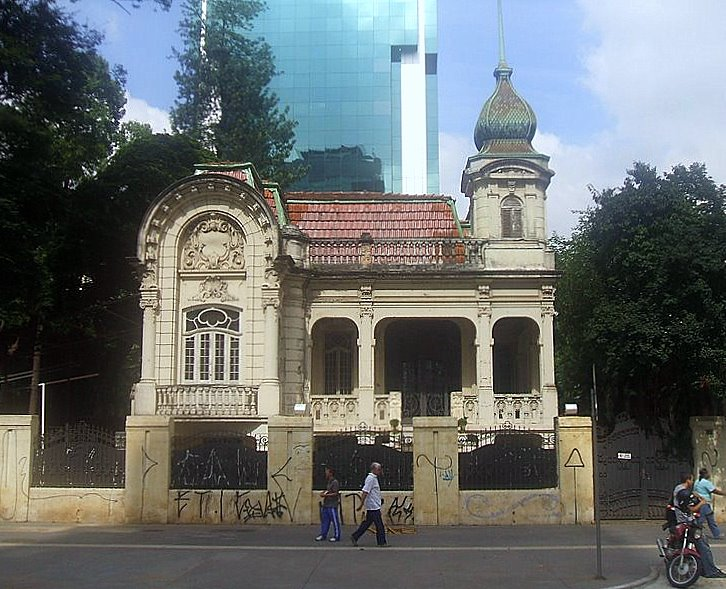
Résidence Joaquim Franco de Melo sur l'Avenue Paulista, vestige de l'occupation initiale du quartier.

Des années auparavant, le parc Trianon et l'avenue Paulista ont été inaugurés, une route destinée à la construction de propriétés horizontales haut de gamme, avec sa croissance liée à son évolution. Comme Pinheiros et Consolação, quartiers voisins, il est devenu un quartier traditionnel de la classe moyenne supérieure de São Paulo. En 1938, il devint un sous-district de la capitale. Son nom est un hommage à l'ancien vice-président de l'État de São Paulo, le Dr. José Alves de Cerqueira César.
Après la seconde moitié du XXe siècle, la région où elle se situe acquiert des caractéristiques commerciales, devenant le principal centre financier de la ville. Ce développement a conduit à la verticalisation du quartier avec la perte de ses caractéristiques essentielles. Preuve de ce changement, la construction du Conjunto Nacional et du Musée d'art de São Paulo, symboles de la nouvelle économie. Au fil des ans, les anciennes résidences sont devenues de petits immeubles de bureaux et commerciaux.
Lors de la réforme des districts qui a eu lieu en 1991, le quartier a été fragmenté entre les quartiers de Consolação, Bela Vista et Jardim Paulista. Son bureau de l'état civil continue cependant à fonctionner dans les limites de la division précédente.
En 2008, l'Institut du cancer Octavio Frias de Oliveira de São Paulo a été inauguré, géré par la Faculté de médecine de l'université de São Paulo, étant le plus grand centre d'oncologie d'Amérique latine.

## Actualité
Cerqueira César est l'un des quartiers les plus dynamiques et appréciés de la ville, situé dans une région haut de gamme avec une vie nocturne animée, des théâtres, des cinémas et un large éventail de commerces et de services. Il regroupe plusieurs appartements et hôtels de luxe, la plus grande concentration de la ville. Des exemples d'entre eux sont: Renaissance, Emiliano et Fasano. De plus, il dispose de plusieurs héliports disséminés, principalement le long de l'avenue Paulista.
Sur son territoire se trouvent les consulats : argentin, australien, belge, bolivien, colombien, danois, dominicain, français, grec, hondurien, indien, italien, jamaïcain, japonais, suédois et sud-coréen,.
Le quartier est classé par le CRECI comme "Zone de Valeur B", ainsi que d'autres quartiers nobles de la capitale tels que : Brooklin, Alto de Santana et Jardim Paulistano. Il est actuellement protégé par les associations : Sociedade dos Amigos e Moradores do Bairro Cerqueira César et Associação Paulista Viva.
Baixo Augusta ou Baixo Paulista, situé dans la région nord-est du quartier, est un bastion de la communauté LGBT, concentré principalement dans les rues Augusta et Frei Caneca, où se trouvent plusieurs établissements du genre. Elle a une vie nocturne animée, responsable d'une grande partie de la vie culturelle de la ville, elle est connue pour être un lieu de prostitution, avec une grande concentration de discothèques principalement sur sa rue principale, Augusta. En raison de la gentrification et de l'expansion de l'immobilier, la région compte de plus en plus de bars, de clubs et de discothèques, faisant même l'objet d'articles dans le New York Times.

### Culture et éducation
Il abrite diverses institutions culturelles et éducatives, telles que : Colégio Dante Alighieri et Colégio São Luís, écoles traditionnelles de l'élite de São Paulo ; le Musée d'art de São Paulo, l'un des plus importants du pays ; le théâtre Procopio Ferreira, qui date de 1948, scène pour les enregistrements du humoristique Sai de Baixo dans les années 1990 ; le Ballet Stagium, le Théâtre de la Renaissance, ainsi que de nombreuses galeries d'art telles que la Galerie Luisa Strina, la Galerie d'art Monica Filgueiras et la Galerie Berenice Arvani. C'est également le lieu où se trouve le SVOC (Serviço de Verificações de Óbitos da Capital, Service de vérification des décès de la capitale), qui abrite actuellement le Service funéraire mobile de São Paulo, une initiative et une nouveauté du Service funéraire de la municipalité de São Paulo.

### Commerce
L'une des icônes du quartier est la rue Augusta, qui a marqué une époque en dictant la mode des années 1960 et qui regroupe actuellement un commerce varié, des bars et des snack bars. Il y a la Galerie Ouro Fino, avec des magasins alternatifs fréquentés par des DJ, des mannequins, des musiciens, des fashionistas et des gens modernes en général. D'autres repères dans le quartier sont le Conjunto Nacional, le Shopping Center 3 et le Shopping Frei Caneca, d'importants centres commerciaux.
Une autre icône est la rue Oscar Freire, où on peut trouver des icônes de bijoux telles que Tiffany & Co., Cartier et Bvlgari, des marques de luxe telles que Dior, Versace et Giorgio Armani ainsi que des produits de Louis Vuitton, Montblanc et Bang & Olufsen. La liste des marques chères et célèbres est si longue que Mystery Shopping International a choisi Oscar Freire comme la huitième meilleure rue commerçante de luxe au monde.

### Gastronomie
Certains des meilleurs restaurants du Brésil, selon la célèbre Guia Quatro Rodas, sont situés dans le quartier. Parmi eux, le restaurant DOM, du chef Alex Atala, récompensé par la British Restaurant Magazine comme l'un des meilleurs au monde en 2006 et 2007. La fine cuisine italienne de Fasano se démarque également, propriété du restaurateur Rogério Fasano, propriétaire des restaurants Gero et Nonno Rugero également situés dans le quartier. Une autre institution à São Paulo est le Massimo, des frères Massimo et Venanzio Ferrari, cité par le critique Josimar Melo, de Folha de S.Paulo, comme l'un des meilleurs de la ville.
A noter également les cuisines des restaurants Antiquarius (chef Antônio Alves), A Figueira Rubaiyat (chef Luciano Nardeli et Francisco Gameleira), La Pasta Gialla (chef Sergio Arno, l'un des cinq meilleurs chefs de la cuisine italienne au monde et le meilleur chef de cuisine italienne d'Amérique latine par Costigliole d'Asti en Italie) et Bistrô Charlô (chef Charlô). Les options, bien que majoritairement italiennes comme dans toute la ville, vont de la cuisine juive à la cuisine asiatique, en passant par les cuisines bio, méditerranéenne, contemporaine et internationale.